# 沙巴民族统一机构（新）
沙巴民族统一机构（新）（简称：新沙统、USNO (Baru））是马来西亚沙巴的一个政党。该党成立于2013年，目标是复兴老沙统的辉煌岁月。

## 历史
新沙统于2013年由杜里迪亚沙成立，但很快陷入派系斗争，最终被社团注册局指令在接受调查期间，不准有任何活动。2018年，注册局指示该党必须于11月7日起30日内举行年度大会及筹委会选举。11月29日，该党筹委会按全国社团注册局谕令举行选举，推选主席，依布拉欣林甘以8票，击败只得2票的原主席杜利，成功上位。
新沙统原打算在第14届全国大选中上阵沙巴25个国席及60个州席，以及纳闽一个国会议席，但因党顾问卷走本应用来缴付候选人上阵的87万令吉按柜金，未能如愿。解决党内纠纷后，新沙统上阵2020年沙巴州选举，但颗粒无收。
2021年2月，前国会下议院议长班迪卡阿敏接任党主席。随后，新沙统申请加入沙巴人民联盟，并于2022年5月9日被接纳为成员党。

## 州议会选举成绩
| 州议会选举 | 赢得席位 | 竞选席位 | 总得票数 | 得票率 | 选举结果      | 选举领袖     |
| ---------- | -------- | -------- | -------- | ------ | ------------- | ------------ |
| 2020       | 0 / 73   | 47       | 8,815    | 1.21%  | ━ 0席；无代表 | 依布拉欣林甘 |